# Herrarnas lagförföljelse i bancykling vid olympiska sommarspelen 2000
Herrarnas lagförföljelse i bancykling vid olympiska sommarspelen 2000 ägde rum i den 18 september 2000 i Dunc Gray Velodrome.

## Medaljörer
| Event                    | Guld                                                         | Silver                                                                           | Brons                                                                |
| Herrarnas lagförföljelse | Tyskland Guido Fulst Robert Bartko Daniel Becke Jens Lehmann | Ukraina Sergiy Chernyavsky Sergiy Matveyev Alexander Symonenko Oleksandr Fedenko | Storbritannien Paul Manning Chris Newton Bryan Steel Bradley Wiggins |

## Resultat

### Kvalificeringsrunda
| Placering | Lag            | Namn                                                                         | Tid      | Kvalificerad | Rekord |
| --------- | -------------- | ---------------------------------------------------------------------------- | -------- | ------------ | ------ |
| 1         | Storbritannien | Bryan Steel Paul Manning Bradley Wiggins Chris Newton                        | 4:04.030 | q            | OR     |
| 2         | Ukraina        | Oleksandr Fedenko Oleksandr Symonenko Sergiy Matveyev Sergiy Chernyavskyy    | 4:04.078 | q            |        |
| 3         | Frankrike      | Cyril Bos Phillippe Ermenault Francis Moreau Jerome Neuville                 | 4:05.155 | q            |        |
| 4         | Tyskland       | Guido Fulst Olaf Pollack Daniel Becke Jens Lehmann (cyklist)                 | 4:05.750 | q            |        |
| 5         | Australien     | Brett Aitken Graeme Brown Brett Lancaster Michael Rogers                     | 4:06.361 | q            |        |
| 6         | Nya Zeeland    | Tim Carswell Lee Vertongen Gary Anderson Greg Henderson                      | 4:08.463 | q            |        |
| 7         | Nederländerna  | Jen den Braber Robert Slippens Jens Mouris Wilco Zuijderwijk                 | 4:09.590 | q            |        |
| 8         | Ryssland       | Vladimir Karpets Alexey Markov Vladislav Borisov Denis Smyslov               | 4:09.910 | q            |        |
| 9         | Argentina      | Walter Fernando Perez Edgardo Simon Gonzalo Martin Garcia Guillermo Brunetta | 4:10.940 |              |        |
| 10        | USA            | Derek Bouchard-Hall Mariano Friedick Tommy Mulkey Erin Hartwell              | 4:12.494 |              |        |
| 11        | Italien        | Mario Benetton Adler Capelli Cristiano Citton Marco Villa                    | 4:15.451 |              |        |
| 12        | Spanien        | Miguel Alzamora Isaac Galvez Antonio Tauler Jose Francisco Jarque            | 4:15.547 |              |        |

### Kvartsfinaler
Heat 1
| Tyskland   | Guido Fulst, Robert Bartko, Daniel Becke, Jens Lehmann (cyklist) | 4:01.810 | Q | OR | (4:a) |
| Australien | Brett Aitken, Graeme Brown Brett Lancaster, Michael Rogers       | 4:03.209 |   |    | (5:a) |

Heat 2
| Frankrike   | Cyril Bos, Phillippe Ermenault Francis Moreau, Jerome Neuville | 4:05.224 | Q | (3:a) |
| Nya Zeeland | Tim Carswell, Lee Vertongen Gary Anderson, Greg Henderson      | 4:06.495 |   | (6:a) |

Heat 3
| Ukraina       | Oleksandr Fedenko, Oleksandr Symonenko Sergiy Matveyev, Sergiy Chernyavskyy | 4:03.359 | Q | (2:a) |
| Nederländerna | Jen den Braber, Robert Slippens Jens Mouris, Wilco Zuijderwijk              | lapped   |   | (7:a) |

Heat 4
| Storbritannien | Bryan Steel, Paul Manning Bradley Wiggins, Chris Newton          | 4:04.143 | Q | (1:a) |
| Ryssland       | Vladimir Karpets, Alexey Markov Vladislav Borisov, Denis Smyslov | lapped   |   | (8:a) |

### Semifinaler
Heat 1
| Ukraina        | Oleksandr Fedenko, Oleksandr Symonenko Sergiy Matveyev, Sergiy Chernyavskyy | 4:00.830 | Q | WR | (2:a) |
| Storbritannien | Jonny Clay, Paul Manning Bradley Wiggins, Rob Hayles                        | 4:02.387 |   |    | (3:a) |

Heat 2
| Tyskland  | Guido Fulst, Robert Bartko, Daniel Becke, Jens Lehmann (cyklist) | 4:05.930 | Q | (1:a) |
| Frankrike | Cyril Bos, Phillippe Ermenault Francis Moreau, Jerome Neuville   | 4:11.549 |   | (4:a) |

### Finaler
Bronsmatch
| Storbritannien | Bryan Steel, Paul Manning Bradley Wiggins, Chris Newton        | 4:01.979 |
| Frankrike      | Cyril Bos, Phillippe Ermenault Francis Moreau, Jerome Neuville | 4:05.991 |

Final
| Tyskland | Guido Fulst, Robert Bartko, Daniel Becke, Jens Lehmann (cyklist)            | 3:59.710 |
| Ukraina  | Oleksandr Fedenko, Oleksandr Symonenko Sergiy Matveyev, Sergiy Chernyavskyy | 4:04.520 |